# Burg (Dithmarschen)
Pour les articles homonymes, voir Burg.
Burg (Dithmarschen) est une commune de Schleswig-Holstein (Allemagne) de 4185 habitants, située dans l'arrondissement de Dithmarse.